# Peter C. Doherty
Peter Charles Doherty (15 de octubre de 1940) es un veterinario e investigador australiano que fue galardonado con el Premio Nobel de Fisiología y Medicina en 1996.
Nació en 1940 en Brisbane, Queensland, donde asistió al Indooroopilly State High School. Se graduó en veterinaria en la Universidad de Queensland, y se doctoró en la Universidad de Edimburgo. En el momento de recibir el Premio Nobel de Fisiología o Medicina en 1996, era profesor de la Facultad de Medicina de la Universidad de Tennessee, y trabajaba en el hospital infantil Saint Jude, de Memphis (Estados Unidos).
Compartió el premio con Rolf M. Zinkernagel, ambos trabajando en el campo de la inmunología, más concretamente con los Linfocitos T Citotóxicos y modelos de restricción de MHC.

## Investigación y carrera
La investigación de Doherty se centra  en el sistema inmunológico y su trabajo Nobel describió cómo las células inmunes del cuerpo protegen contra los virus. Él y Rolf Zinkernagel, el co-receptor del Premio Nobel de Fisiología o Medicina de 1996, descubrieron cómo las células T reconocen sus antígenos diana en combinación con proteínas del complejo principal de histocompatibilidad (MHC). 
Los virus infectan las células huésped y se reproducen en su interior. Las células T asesinas destruyen esas células infectadas para que los virus no se puedan reproducir. Zinkernagel y Doherty descubrieron que, para que las células T asesinas reconocieran las células infectadas, tenían que reconocer dos moléculas en la superficie de la célula, no solo el antígeno del virus, sino también una molécula del complejo principal de histocompatibilidad (MHC). Este reconocimiento fue realizado por un receptor de células T en la superficie de la célula T. El MHC fue identificado previamente como responsable del rechazo de tejidos incompatibles durante el trasplante. Zinkernagel y Doherty descubrieron que el MHC también era responsable de que el cuerpo luchara contra los virus de la meningitis.
Su libro semiautobiográfico, Cómo ganar el premio Nobel. Una guía para principiantes, se publicó en inglés 2005 (y en español en 2022). En 2012 publicó el libro Sentinel Chickens. Su cuarto libro The Knowledge Wars se publicó en 2015.